# スリランカの交通

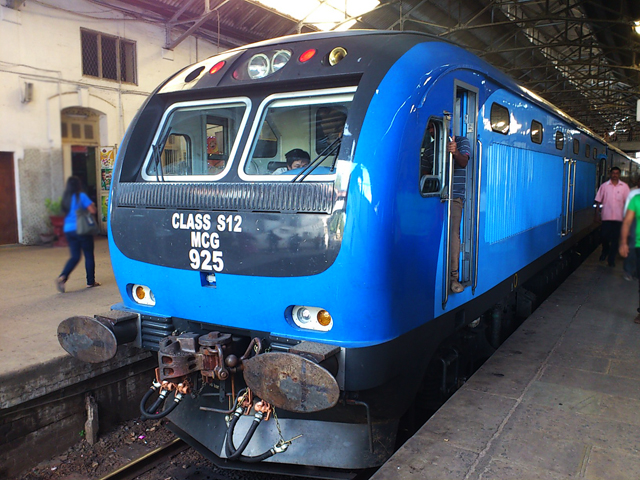
都市間鉄道

スリランカの交通（すりらんかのこうつう）では、スリランカの交通について述べる。
スリランカの交通は、スリランカ最大の都市コロンボを中心とした道路網を基盤とする。鉄道網も存在するが、イギリス植民地時代の遺産に大きく依存しており、今日では国内の物流に占める割合は限られている。その他には水路や港湾、空港といった施設が存在しており、主要な国際空港はコロンボから北に約35 kmのカトゥナーヤカに位置している。コロンボ周辺の道路網は状態もよく、日々更なる改良が加えられている。

## 鉄道

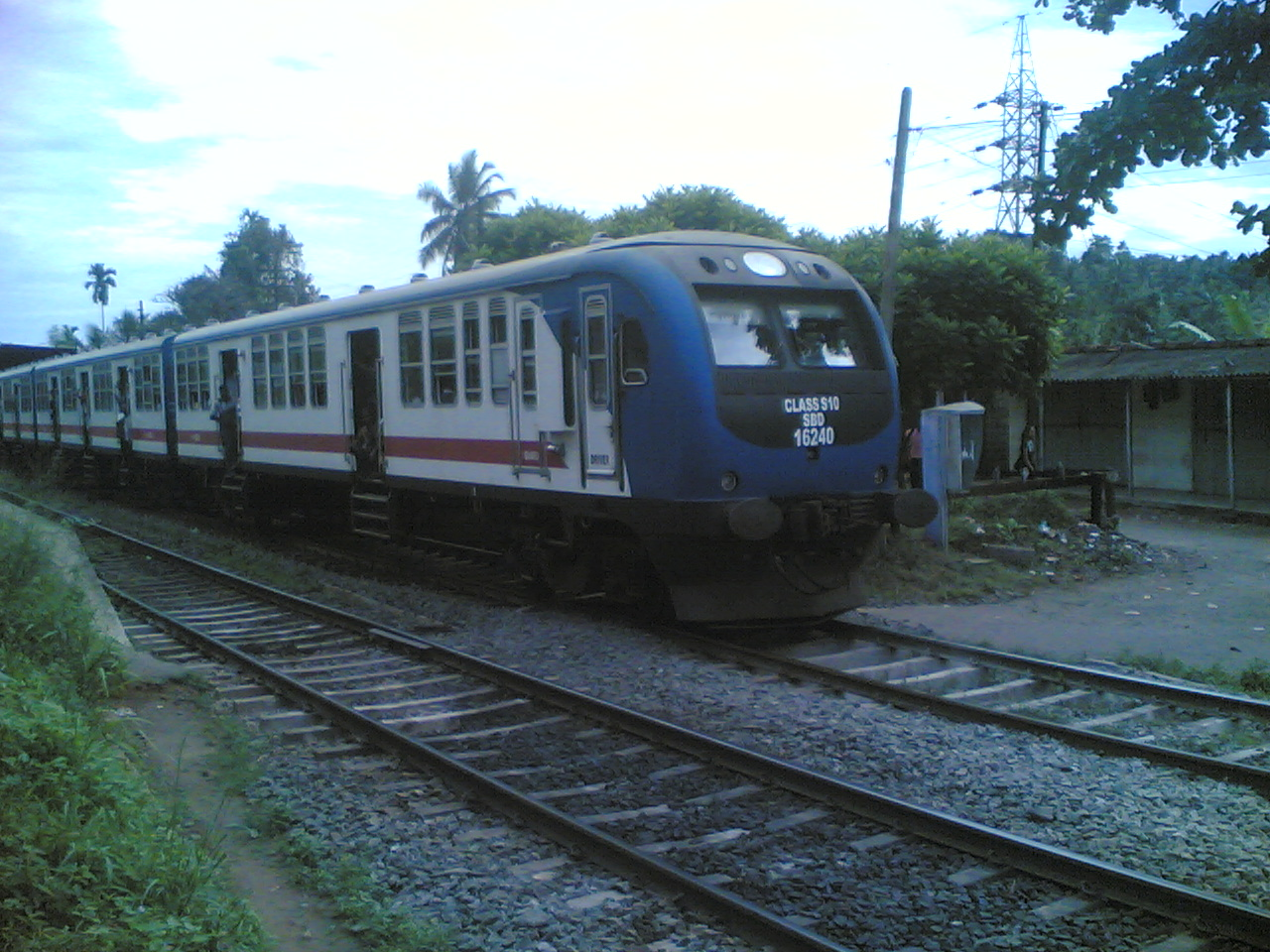
コロンボの通勤列車 (Class S10 DMU)

スリランカの鉄道路線図

スリランカの鉄道輸送は、主要な人口密集地を結ぶ都市間列車と、コロンボの通勤需要をターゲットとした通勤列車の二つに分けられる。国内の鉄道は全てスリランカ鉄道局により運行されており、その総延長は約1,561kmに達する。コロンボはこの鉄道網の主要な節点である。鉄道路線は9つの州全ての主要都市と接続している。
鉄道網の大半はイギリス植民地時代に建設されたもので、最初に建設されたのは1867年4月26日開通のコロンボとキャンディを結ぶメインラインであった。イギリスは鉄道をプランテーションで生産した紅茶やゴム、ココナッツといった作物をコロンボ港に安く運ぶために用いた。それゆえ、スリランカの古い鉄道網はこうしたプランテーションを結ぶのに適した形で構築されている。
イギリスからの独立後、スリランカの経済はプランテーション農業から工業へと焦点を移した。道路網もまた成長し、大型トラックの普及と相まってより早い輸送が可能となり、鉄道の輸送量は減少した。鉄道網が人口密集地やサービスセンターではなくプランテーションに焦点を充てて構築されていることから、鉄道輸送はその商機を大きく損なっている。
2011年現在、コロンボから南部に向け海岸沿いを進むコーストラインに対して、より高速で効率的な鉄道への近代化と延伸が実施されている。2010年にはエネルギー効率の改善のため、運行量が多い区間の電化も提案されているが、こちらは実施には至っていない。

### 路線
スリランカの鉄道路線は、世界でも有数の風光明媚な路線である。中でもコロンボとバドゥッラを結ぶメインラインはスリランカ中央高地の切り立った山々に沿って走る美しい路線となっている。鉄道路線はコロンボとスリランカの主要都市、キャンディ、ゴール、マータラ、アヌラーダプラ、ガンパハ、ニゴンボ、クルネーガラ、アビッサウェッラ、カルタラ、ポロンナルワ、バッティカロア、トリンコマリー、バドゥッラ、ガンポラ、ナワラピティヤ、マータレー、バブニヤ、プッタラム、チラウを結んでいる。かつては北部の主要都市、ジャフナ、カンカサントゥレイ、マンナールに向かう路線も存在したが、内戦中はLTTEにより破壊されていた。しかし、2013年9月14日にノーザンラインのオーマンタイ - キリノッチ間が復旧した。
スリランカには狭軌の鉄道路線がナーヌ・オヤ-ヌワラ・エリヤ間、アビッサウェッラ - Yatiyantota間、それにアビッサウェッラ - ラトゥナプラ間とOpanayaka間に存在していたが、資金的な問題から現在は廃止されている。コロンボ－アビッサウェッラ間のケラニバレィーラインも狭軌であったが、広軌へと更新されている。同線の橋や溝渠は1970年代に改軌に向けて整備が行われた。しかし最終的に広軌へと移行したのは1997年になってのことである。
鉄道路線の延伸計画としては、1974年に当時の運輸省大臣レスリー・グナワルダナがコーストラインをプッタラムからAruvakaluまで延伸することを明らかにしていたが、実現しなかった。2007年、運輸省はマータラ - カタラガマ (113 km)、Padukka－ハンバントタ－ラトゥナプラ (210 km)、 クルネーガラ－ダンブッラ－Habarana (80 km)、パナドゥラ - ホラナ (18 km) の4路線を2014年に延伸するとの発表を行った。延伸計画は2019年現在でそのほとんどが実現していないが、コーストラインのマータラ - カタラガマ間の延伸は第1期として2019年1月6日にマータラ駅 - ベリアッタ駅間が最高速度120km/hで開業した。

## 道路
道路はスリランカの陸上交通の約93%を占める。イギリス植民地時代から現在に至るまで車両は左側通行である。

### 一般道路

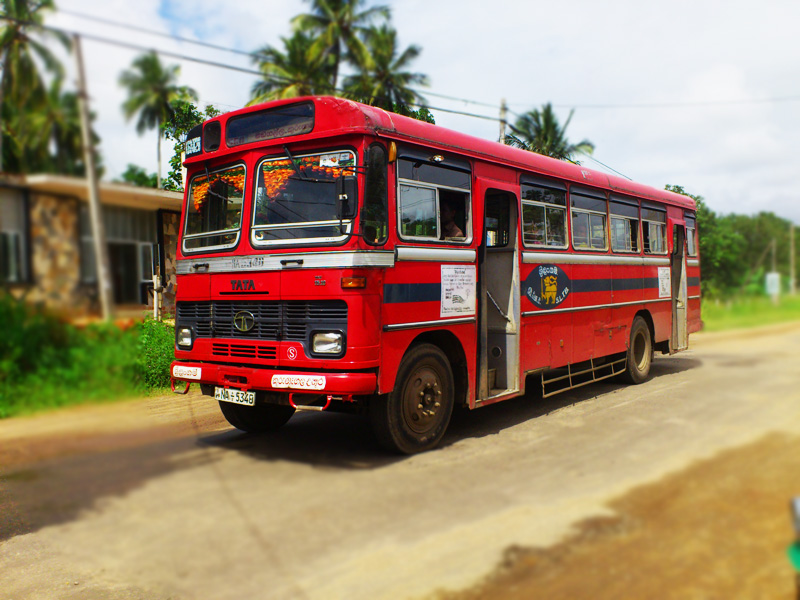
SLTBのバス

スリランカにはAクラスとBクラス、合わせて約1万2千kmに上る道路網が構築されている。道路密度は南西部、特にコロンボ周辺で極めて高い。しかし農村地域には2013年現在でもまだ伝統的な牛車が残っている。
多くの道路は細く、状態も悪い。しかし、Aクラス道路には表面が滑らかに舗装されかつ幅も広く、標識などが整備されたものも多い。コロンボやその近郊の主要な道路は良い状態に保たれている。道路網は国中に幅広く広がっており、高等教育・道路省の道路開発庁 (RDA) によって日々更新と修繕が行われている。
橋梁については全国の国道に約4,800の橋梁があり、2010年時点で橋歴50年を越す橋梁が全体の42%を占めている。
|        | 道路長（1998年推定） |
| ------ | -------------------- |
| 合計   | 11,285 km            |
| 舗装   | 10,721 km            |
| 未舗装 | 564 km               |

### 高速道路
南部高速道路は全長151 kmの高速道路であり、コロンボと南部のゴール、マータラ、ハンバントタを結んでいる。この高速道路は、南部州の経済発展を目的に建造された。次いで開業したコロンボ-カトゥナーヤカ高速道路は、コロンボと国際空港のあるカトゥナーヤカを結び、さらにコロンボ外郭環状道路はコロンボの外縁で各高速道路を接続する。2022年現在、その他にもコロンボ-キャンディ高速道路が建設中の段階にある。また、政府は都心部からこれらの高速道路に乗り入れるための高規格道路の建設も計画している。
- Kirulapone－カダワタ（約19 km）: コロンボ外郭環状道路、コロンボ-カトゥナーヤカ高速道路に接続
- コロンボ・フォート地区－コッタワ（約21 km）: 南部高速道路、コロンボ外郭環状道路に接続
- コロンボ・フォート地区－ペリヤゴダ（約5 km）: コロンボ-カトゥナーヤカ高速道路に接続[7]

| 呼称                                  | 始点                   | 終点           | 総延長 (km) | レーン | 状態     |
| ------------------------------------- | ---------------------- | -------------- | ----------- | ------ | -------- |
| 南部高速道路                          | コッタワ               | ハンバントタ   | 151         | 2      | 開業     |
| コロンボ-カトゥナーヤカ高速道路       | ペリヤゴダ             | カトゥナーヤカ | 25.8        | 6,4    | 開業     |
| コロンボ外郭環状道路                  | コッタワ               | Kerawalapitiya | 29          | 6      | 開業     |
| コロンボ-キャンディ高速道路           | カダワタ               | カトゥガストタ | 98.9        | 4,6    | 一部開業 |
| コロンボ・メトロポリタン・ハイウェイ1 | Kirulapone             | カダワタ       | 19          | ?      | 計画中   |
| コロンボ・メトロポリタン・ハイウェイ2 | コロンボ・フォート地区 | コッタワ       | 21          | ?      | 計画中   |
| コロンボ・メトロポリタン・ハイウェイ3 | コロンボ・フォート地区 | ペリヤゴダ     | 5           | ?      | 計画中   |

### バス

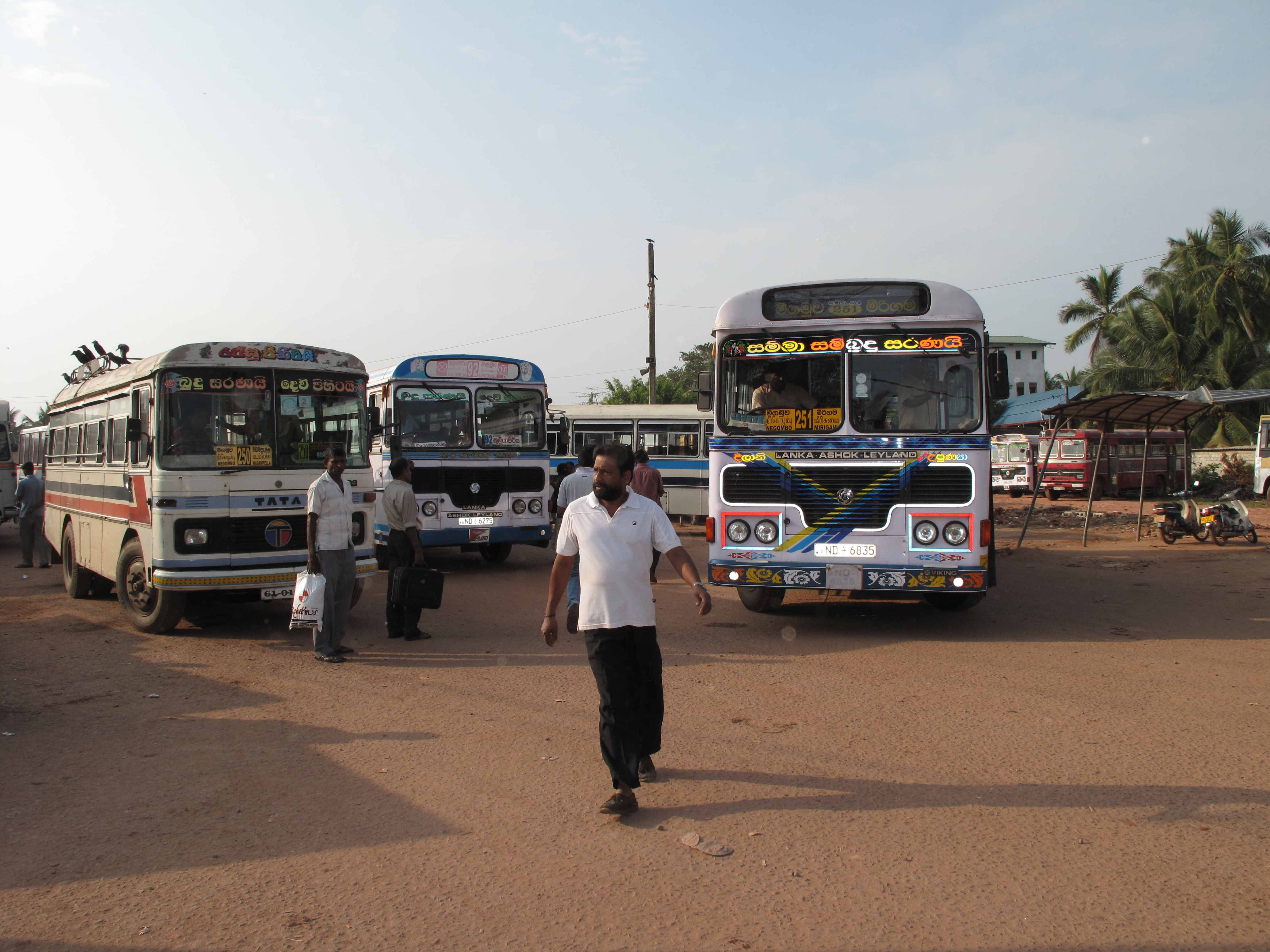
様々な事業者のバス（ニゴンボ）

バスはスリランカで最も主要な公共交通機関である。スリランカのバスには公営のスリランカ交通局 (SLTB) により運行されているものと民間によるものが存在する。SLTBは都市と農村両方の路線を運行している。農村地域の路線の多くは採算が取れておらず、民間の事業者は運行対象としていない。
バス交通は全国的に活発だが、中でもコロンボは極めて発達したバスによる公共交通網を持つ。ペター地区の中央バスターミナルはコロンボのバス交通網の中心地としての役割を持つ。 コロンボの道路網は放射状に（または動脈のように）広がっており、都市の中心部と各地を結んでいる。しかし、主要道路であってもバス専用レーンのような仕組みは存在せず、通勤時間帯は激しい交通渋滞の影響に晒されている。 こうした問題の解決策としてバス・ラピッド・トランジット (BRT) システムの導入が提案されているが、2013年現在未だ実現には至っていない。
都市間バス路線はスリランカの主な人口密集地の多くを接続している。僅かながら南部高速道路を用いる高速バスも運行されており、この路線にはランカ・アショック・レイランドの現代的なバスが使用されている。
2011年、SLTBは老朽化したバスを置き換えるため、新型バスの導入を開始した。導入されたのはボルボ・インドのボルボ8400で、コロンボの主要な路線にて運行されている。

## 水路
スリランカには計160kmに上る水路網が存在している。これらの多くは南西地域に存在する河川を元としたもので、喫水の浅いボートが用いられる。

## パイプライン
1987年の統計によると、スリランカには原油・石油の輸送用の62kmのパイプラインが存在する。

## 港湾

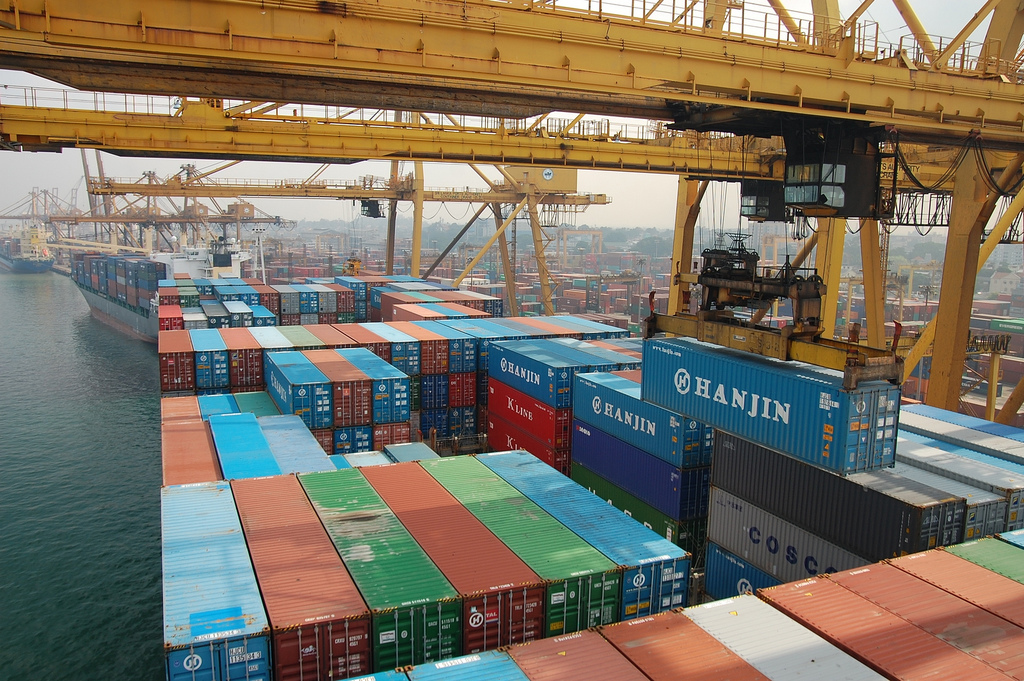
コロンボ港のコンテナターミナル

スリランカにはコロンボ、ハンバントタ、ゴール、トリンコマリーの4つの喫水の深い大型港が存在する。中でもコロンボ港が最多の貨物を取り扱っており、ゴール港がそれに続いている。ジャフナ北部のカンカサントゥレイの港は、比較的喫水の浅い船に用いられている。
ハンバントタ港は2010年に完成した人工的に作られた港で、2010年現時点では引き続き燃料補給施設が建設中の状態にある。 コロンボ港も拡張工事が行われており、カンカサントゥレイ港は修復工事ならびに浚渫工事が行われている。

## 商船
合計: 21隻（総登録トン数1,000トン以上の船）総登録トン数192,190トン/載貨重量トン数293,832トン
船種: ばら積み貨物船 x 4、貨物船 x 13、ケミカルタンカー x 1、コンテナ船 x 1、石油タンカー x 2（2010年）

## 航空
スリランカ航空はスリランカのフラッグ・キャリアである。1979年、エア・ランカとして設立され、1998年に部分的に外国資本の傘下に入ったことを機に現在の名前に改称した。スリランカの国際空港としては、コロンボ近郊のバンダラナイケ国際空港、南部ハンバントタのマッタラ・ラージャパクサ国際空港、それに2012年現在再び国際化が図られているラトゥマラナ空港の3つが存在する。

### 国内線
コロンボ近郊のラトゥマラナ空港を中心にスリランカ全土への国内線が運行されている。
就航航空会社
- スリランカ航空
- シナモン・エア
- ヘリツアーズ
- フィッツ・エア
- ミレニアム航空

### 空港

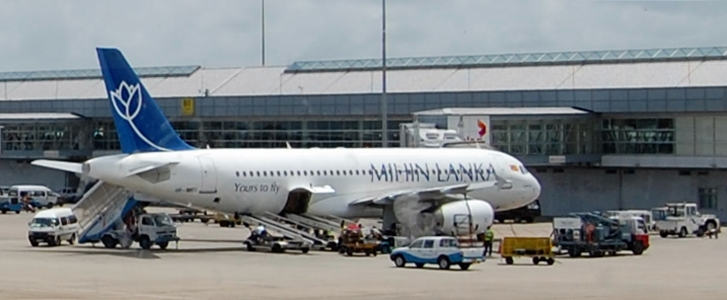
バンダラナイケ国際空港のメインターミナルに接続するミヒン・ランカの航空機

コロンボの北35 kmのカトゥナーヤカに位置するバンダラナイケ国際空港は、スリランカ第1の国際空港である。2013年3月には新たな国際空港として、南部のハンバントタにマッタラ・ラージャパクサ国際空港が開港している。コロンボの南に位置するラトゥマラナ空港もまた国際化が図られており、バンダラナイケ国際空港完成後就航していなかった国際線が半世紀ぶりに運行される予定である。
2012年現在、スリランカ全土では18の空港が存在する。
| 合計          | 15港 |
| 3,047 m 超    | 2港  |
| 1,524~2,437 m | 6港  |
| 914~1,523 m   | 7港  |

| 合計          | 4港 |
| 1,524~2,437 m | 1港 |
| 914 m 以下    | 3港 |